# Cidaria basharica
Cidaria basharica är en fjärilsart som beskrevs av Bang-haas 1927. Cidaria basharica ingår i släktet Cidaria och familjen mätare. Inga underarter finns listade i Catalogue of Life.